# Ioan Petru Culianu
Ioan Petru Culianu o Couliano (5 de enero de 1950 - 21 de mayo de 1991) fue un historiador de la religión, de la cultura y de las ideas, filósofo, ensayista político y escritor de cuentos rumano. Se desempeñó como profesor de historia de las religiones en la Universidad de Chicago desde 1988 hasta su muerte, habiendo enseñado previamente historia de la cultura rumana en la Universidad de Groninga.
Experto en gnosticismo y magia renacentista, fue alentado por el también historiador rumano Mircea Eliade, con el que llegaría a forjar vínculos de amistad, aunque gradualmente se distanciaría de su mentor. Culianu publicó un trabajo seminal sobre la interrelación de lo oculto, eros, la magia, la física y la historia.
Culianu fue asesinado en 1991. Se ha especulado que su asesinato fue consecuencia de su visión crítica de la política nacional rumana. Algunas facciones de la derecha política rumana celebraron abiertamente su asesinato. La Securitate rumana, que una vez criticó como una fuerza "de estupidez de época", ha sido también sospechosa de haber estado involucrada y de usar frentes de títeres de la derecha como tapadera.

## Biografía

### Carrera
Culianu nació en Iași. Estudió en la Universidad de Bucarest, luego viajó a Italia donde se le otorgó asilo político mientras asistía a conferencias en Perugia en julio de 1972. Más tarde se graduó en la Universidad Católica del Sagrado Corazón de Milán. Vivió brevemente en Francia y los Países Bajos, antes de partir de Europa a Chicago, en los Estados Unidos. Allí, después de un período como profesor visitante, se convirtió en profesor en la Universidad de Chicago. Se doctoró en la Universidad de París IV París Sorbonne en enero de 1987, con la tesis Recherches sur les dualismes d'Occident. Analyse de leurs principaux mythes ("Investigación sobre dualismos occidentales. Un análisis de sus principales mitos"), coordinado por Michel Meslin.
Después de haber completado tres doctorados y ser competente en seis idiomas, Culianu se especializó en magia y misticismo renacentista. Se hizo amigo, y más tarde albacea literario, de Mircea Eliade, el famoso historiador de las religiones. También escribió ficción y artículos políticos.
Culianu se había divorciado de su primera esposa, y en el momento de su muerte estaba comprometido con Hillary Wiesner, una estudiante graduada de 27 años de la Universidad de Harvard.

### Muerte
El martes 21 de mayo de 1991, al mediodía, pocos minutos después de concluir una conversación con su estudiante de doctorado, Alexander Argüelles, en un día en que el edificio estaba lleno de visitantes para una venta de libros, Culianu fue asesinado en el baño de la escuela de teología, Swift Hall, de la Universidad de Chicago. Le dispararon una vez en la parte posterior de la cabeza. La identidad del asesino y el motivo aún se desconocen.
Surgió la especulación de que había sido asesinado por exagentes de la Securitate, debido a artículos políticos en los que atacó al régimen comunista. El asesinato ocurrió un año y medio después de la revolución rumana y la muerte de Nicolae Ceaușescu.
Antes de ser asesinado, había publicado varios artículos y entrevistas que criticaban fuertemente al régimen posterior a la revolución de Ion Iliescu, convirtiendo a Culianu en uno de los adversarios más ruidosos del gobierno. Varias teorías vinculan su asesinato con la Inteligencia rumana, que fue ampliamente percibida como la sucesora de la Securitate; faltan inexplicablemente varias páginas de los archivos de la Securitate sobre Culianu. Algunos informes sugieren que Culianu había sido amenazado por llamadas telefónicas anónimas en los días previos a su asesinato.
La participación ultranacionalista y neofascista, como parte de un renacimiento de la Guardia de Hierro en relación con el discurso nacionalista de los últimos años del gobierno de Ceauşescu y el surgimiento de los partidos Vatra Românească y România Mare, no se excluyó del escenario; según Vladimir Tismăneanu: "[Culianu] hizo la acusación más devastadora de la nueva unión de extrema izquierda y extrema derecha en Rumania". Como parte de su crítica a la Guardia de Hierro, Culianu había venido a exponer las conexiones de Mircea Eliade con este último movimiento durante los años de entreguerras (debido a esto, las relaciones entre los dos académicos se habían deteriorado durante los últimos años de la vida de Eliade).

## Obra

### Trabajos académicos
- Mircea Eliade, Assisi, Cittadella Editrice, 1978; Roma, Settimo Sigillo, 2008(2); Mircea Eliade, Bucureşti, Nemira, 1995, 1998(2); Iaşi, Polirom, 2004(3)
- Iter in Silvis: Saggi scelti sulla gnosi e altri studi, Gnosis, no. 2, Messina, EDAS, 1981
- Religione e accrescimento del potere, en G. Romanato, M. Lombardo, I.P. Culianu, Religione e potere, Torino, Marietti, 1981
- Psychanodia: A Survey of the Evidence Concerning the Ascension of the Soul and Its Relevance, Leiden, Brill, 1983
- Eros et magie a la Renaissance. 1484, París, Flammarion, 1984
- Expériences de l'extase: Extase, ascension et récit visionnaire de l'hellénisme au Moyen Age, París, Payot, 1984; Experienze dell'estasi dall'Ellenismo al Medioevo, Bari, Laterza, 1986
- Gnosticismo e pensiero moderno: Hans Jonas, Roma, L'Erma di Bretschneider, 1985
- Éros et Magie à la Renaissance. 1484, París, Flammarion, 1984; Eros and Magic in the Renaissance, Chicago, University of Chicago Press, 1987; Eros e magia nel Rinascimento: La congiunzione astrologica del 1484, Milano, Il Saggiatore - A. Mondadori, 1987; Eros şi magie în Renaştere. 1484, Bucureşti, Nemira, 1994, 1999(2); Iaşi, Polirom, 2003(3), 2011, 2015; Eros y magia en el Renacimiento. 1484, Madrid, Ediciones Siruela, 1999
- Recherches sur les dualismes d'Occident: Analyse de leurs principaux mythes, Lille, Lille-Thèses, 1986; I miti dei dualismi occidentali, Milano, Jaca Book, 1989
- Les Gnoses dualistes d'Occident: Histoire et mythes, París, Plon, 1990; The Tree of Gnosis, New York, HarperCollins, 1992; Gnozele dualiste ale Occidentului. Istorie si mituri, Bucureşti, Nemira, 1995; Iaşi, Polirom, 2002(2), 2013
- Out of this World: Otherworldly Journeys from Gilgamesh to Albert Einstein, Boston, Shambhala, 1991; Mas alla de este mundo, Barcelona, Paidos Orientalia, 1993; Călătorii in lumea de dincolo, Bucureşti, Nemira, 1994, 1999(2); Iaşi, Polirom, 2003(3), 2007, 2015; Jenseits dieser Welt, Munchen, Eugen Diederichs Verlag, 1995
- I viaggi dell'anima, Milano, Arnoldo Mondadori Editore, 1991
- The Tree of Gnosis: Gnostic Mythology from Early Christianity to Modern Nihilism, San Francisco, HarperCollins, 1992; Arborele gnozei. Mitologia gnostică de la creştinismul timpuriu la nihilismul modern, Bucureşti, Nemira, 1999; Iasi, Polirom, 2005, 2015; El árbol de la gnosis. Mitología gnóstica del cristianismo primitivo al nihilismo moderno. Erasmus, 2024[5]
- Experiences del extasis, Barcelona, Paidos Orientalia, 1994; Experienţe ale extazului, Bucureşti, Nemira, 1997; Iaşi, Polirom, 2004(2)
- Religie şi putere, Bucureşti, Nemira, 1996; Iași, Polirom, 2005
- Psihanodia, Bucureşti, Nemira, 1997, Iași, Polirom, 2006
- Păcatul împotriva spiritului. Scrieri politice, Bucureşti, Nemira, 1999; Iași, Polirom, 2005, 2013
- Studii româneşti I. Fantasmele nihilismului. Secretul Doctorului Eliade, Bucureşti, Nemira, 2000; Iași, Polirom, 2006
- "Studii românești II. Soarele și Luna. Otrăvurile admirației", Iași, Polirom, 2009
- "Iter in silvis I. Eseuri despre gnoză și alte studii", Iași, Polirom, 2012
- "Iter in silvis II. Gnoză și magie", Iași, Polirom, 2013
- Jocurile minţii. Istoria ideilor, teoria culturii, epistemologie, Iaşi, Polirom, 2002
- Iocari serio. Ştiinţa şi arta în gîndirea Renaşterii, Iaşi, Polirom, 2003
- Cult, magie, erezii. Articole din enciclopedii ale religiilor, Iaşi, Polirom, 2003
- Marsilio Ficino (1433-1499) si problemele platonismului in Renastere, Iasi, Polirom, 2015
- Dialoguri intrerupte. Corespondenta Mircea Eliade-Ioan Petru Culianu, Iasi, Polirom, 2004, 2013 (2)

#### Coautor
- Con Mircea Eliade y H. S. Wiesner: Dictionnaire des Religions, Avec la collaboration de H.S. Wiesner. París, Plon, 1990, 1992(2); The Eliade Guide to World Religions, Harper, San Francisco, 1991 ; Handbuch der Religionen, Zürich und München, Artemis-Winkler-Verlag, 1991; Suhrkamp-Taschenbuch, 1995; Diccionario de las religiones Barcelona, Paidos Orientalia, 1993; Dicţionarul religiilor, Bucureşti, Humanitas, 1993, 1996(2); Iași, Polirom, 2007
- The Encyclopedia of Religion, Collier Macmillan, New York, 1987
- The HarperCollins Concise Guide to World Religions, Harper, San Francisco, 2000

### Ficción
- La collezione di smeraldi. Racconti, Milano, Jaca Book, 1989
- Hesperus, Bucureşti, Univers, 1992; Bucureşti, Nemira, 1998(2); Iaşi, Polirom, 2003(3)
- Pergamentul diafan. Povestiri, Bucureşti, Nemira, 1994
- Pergamentul diafan. Ultimele povestiri, Bucureşti, Nemira, 1996(2); Iaşi, Polirom, 2002(3)
- Arta fugii. Povestiri, Iaşi, Polirom, 2002
- Jocul de smarald, Iaşi, Polirom, 2005, 2011(2)
- Tozgrec, Iași, Polirom, 2010

### Otros
- Dialoguri întrerupte. Corespondenţa Mircea Eliade - Ioan Petru Culianu, Iaşi, Polirom, 2004

## Obra sobre Culianu
- Ted Anton publicó una biografía y un análisis de su muerte bajo el título Eros, Magic, and the Death of Professor Culianu, 2013 (aludiendo al trabajo más influyente de Culianu, Eros and Magic in the Renaissance).
- Saul Bellow alude al asesinato de Culianu en su novela Ravelstein, 2000.
- Elémire Zolla, Ioan Petru Culianu, Alberto Tallone Editore, 1994.
- Umberto Eco, Murder in Chicago, en The New York Review of Books, 10 de abril de 1997
- Sorin Antohi (ed.), Religion, Fiction, and History. Essays in Memory of Ioan Petru Culianu, volúmenes I-II, Bucharest, Nemira, 2001.
- Sorin Antohi (coordinator), Ioan Petru Culianu. Omul și opera, Iași, Polirom, 2003
- Matei Călinescu, Despre Ioan Petru Culianu și Mircea Eliade. Amintiri, lecturi, reflecții, Iași, Polirom, 2002, 2005(2).
- Andrei Oișteanu, Religie, politică şi mit. Texte despre Mircea Eliade și Ioan Petru Culianu, Polirom, Iași, 2007 (segunda edición, revisada, añadida e ilustrada, Polirom, Iasi, 2014)
- Marcello De Martino, Mircea Eliade esoterico. Ioan Petru Culianu e i "non detti", Roma, Settimo Sigillo, 2008.
- Olga Gorshunova, Terra Incognita of Ioan Culianu, en Etnograficheskoe Obozrenie, 2008 N.º 6:94-110. ISSN 0869-5415
- Raul Popescu, Ioan Petru Culianu. Ipostazele unui eretic, Eikon, Bucuresti, 2017.

## Edición en castellano
- Culianu, Ioan Petru (2024). El árbol de la gnosis. Mitología gnóstica del cristianismo primitivo al nihilismo moderno. Erasmus. ISBN 978-84-10199-53-8.
- Culianu, Ioan Petru y Mircea Eliade (2022). Diccionario de los símbolos. Fragmenta. ISBN 978-84-17796-71-6.
- Culianu, Ioan Petru (1999). Eros y magia en el renacimiento. Colección El Árbol del Paraíso. Madrid: Ediciones Siruela. ISBN 978-84-7844-441-0.